# Carl Posse (1687–1737)
Carl Posse, född 1687, död 1737, var en svensk greve, överste och diplomat.

## Biografi
Han var son till greve Knut Posse av den grevliga ätten Posse och Anna Christina (Natt och Dag), och äldre bror till riksrådet Arvid Posse samt far till Fredrik Posse. Han blev adjutant 1703 och deltog som sådan i belägringen av Thorn under Karl XII:s polska fälttåg. Året därefter utnämndes han till fänrik vid Kungliga livgardet, samt blev 1706 löjtnant, och 1711 kapten, där. Han deltog därför under fälttågen i Polen och Sachsen, slaget vid Holowczyn, slaget vid Poltava, och kalabaliken i Bender. Han tillfångatogs i Bender men blev snart frigiven. Under dessa år i fält ingick han i en trupp som hittade och tillfångatog en polsk legationssekreterare i Moldau och tog dennes korrespondens. 1715 blev han överstelöjtnant vid Bremiska regementet till fot, 1716 vid Västgöta tremänningsinfanteriregemente, överste där och sedan vid Upplands femmänningsinfanteri 1717, 1719 för Västra Skånska regementet till fot och 1721–1728 vid Garnisonsregementet i Stralsund.
Åren 1720–1724 var greve Posse extra ordinarie envoyé till preussiska hovet. 1728 utnämndes han till överste för Nerike och Värmlands infanteri.
Han var gift med sin svågers systerdotter, grevinnan Christina Lillienstedt, vars mor tillhörde ätten Törnflycht. Dottern Christina var hustru till Per Kalling som upphöjdes i grevligt stånd, och hennes syster med landshövdingen Lorentz Johan Gjös som upphöjdes i friherrligt stånd.